# 高杉自子
高杉 自子（たかすぎ よりこ、1924年4月28日 - 2003年3月27日）は、日本の教育・保育学者。

## 来歴
大阪府生まれ。1944年東京第一師範学校女子部本科卒業。1944年、東京都公立学校教諭。1946年、東京学芸大学附属竹早小学校教諭。1965年、東京都教育庁指導主事、1974年、同副参事・主任指導主事。1977年、文部省初等中等教育局幼稚園課教科調査官。1976年、昭和女子大学教授。1996年から子どもと保育総合研究所所長を務めた。

## 著書
- 『アイ・アイ・アイ 妻と母そして仕事を持つ幸せ』チャイルド本社、1983.9
- 『魅力ある保育者たち』ひかりのくに、1985.8
- 『たかが子どもされど 保育の中の4つのカン』ひかりのくに、1993.7
- 『子どもとともにある保育の原点』子どもと保育総合研究所 編　ミネルヴァ書房、2006.6

### 共編著
- 『幼稚園の指導計画』第1-2 編 明治図書出版、1970-73
- 『幼稚園学級担任必携』小沢恒三郎,西久保礼造共編 文教書院、1974
- 『新しい劇遊びの指導』指導: ひかりのくに、1975
- 『シリーズ保育の基礎』責任編集 教育出版、1981.2
- 『保育対談』森上史朗共著 教育出版、1984.1
- 『言葉にみる子供の世界 子供から学ぶ育ての心』編著 世界文化社、1986.6
- 『今、見直そう保育の実践 新しい保育を求めて 保育てい談』野村睦子、大場牧夫共著 ひかりのくに、1988.8
- 『幼稚園教育要領の解説と実践 '89告示』全5巻　森上史朗, 平井信義共編著 小学館、1989.7
- 『保育原理』(保育講座）森上史朗共編 ミネルヴァ書房、1989.11
- 『保育内容言葉』(保育講座）無藤隆共編 ミネルヴァ書房、1990.3
- 『言葉 言葉の獲得に関する領域』(新幼児教育法シリーズ)戸田雅美共著 東京書籍、1990.4
- 『保育内容総論』(新幼児教育法シリーズ)阿部明子, 森上史朗, 大場幸夫共著 東京書籍、1990.4
- 『保育内容表現』(保育講座）黒川建一共編 ミネルヴァ書房、1990.8
- 『人間関係 人とのかかわりに関する領域』(新幼児教育法シリーズ)阿部明子, 森上史朗, 大場幸夫共著 東京書籍、1990.9
- 『保育人間関係の実際』玄田初栄共編著、建帛社、1991.4
- 『園行事と園生活お話事例集』高杉自子 [ほか]編、チャイルド本社、1991.6
- 『演習保育講座』全9巻 森上史朗 監修 光生館、1997-2000
- 『幼稚園教育要領解説 <平成10年改訂>対応』森上史郎, 柴崎正行共編 フレーベル館、1999.
- 『まじめに、ホンキに、子ども主義で幼稚園を選ぶ、なら』 (プチタンファンブックス）森上史朗共監修 婦人生活社、1999.7
- 『人間関係 人とのかかわりに関する領域』 (幼児教育法シリーズ 新訂) 岸井慶子共編著 東京書籍、2000.12
- 『保育内容人間関係 改訂版』(演習保育講座）小田豊共編著 光生館、2001.9